# Journal des deux Mondes
Pour les articles homonymes, voir Deux mondes.
Ne doit pas être confondu avec Revue des Deux Mondes.
Le Journal des deux Mondes, paru en 1946, retrace l'itinéraire de l'écrivain suisse Denis de Rougemont durant les années 1939-1940, passées en Suisse, et son exil aux États-Unis durant les années 1940-1946.

## Présentation
Denis de Rougemont met en parallèle deux mondes pendant la deuxième guerre mondiale. D'une part une Europe en guerre, victime du totalitarisme et d'autre part l'Amérique, pays de la liberté et de la démocratie, en paix du moins jusqu'en 1941.